# Lucas Gramlick
Lucas Gramlick (Estados Unidos, 15 de septiembre de 2000) es un jugador profesional estadounidense de rugby que se desempeña en la posición de segunda línea en Anthem Rugby Carolina, equipo perteneciente a la liga Major League Rugby.

## Carrera
Gramlick hizo su debut como profesional con el equipo American Raptors, después pasó a Anthem Rugby Carolina, disputando su primera temporada en la Major League Rugby.